# Sugar Bush Knolls
Sugar Bush Knolls és una població dels Estats Units a l'estat d'Ohio. Segons el cens del 2000 tenia 227 habitants.

## Demografia
Segons el cens del 2000, Sugar Bush Knolls tenia 227 habitants, 79 habitatges, i 69 famílies. La densitat de població era de 381,1 habitants per km².
Dels 79 habitatges en un 35,4% hi vivien nens de menys de 18 anys, en un 82,3% hi vivien parelles casades, en un 3,8% dones solteres, i en un 11,4% no eren unitats familiars. En el 10,1% dels habitatges hi vivien persones soles el 7,6% de les quals corresponia a persones de 65 anys o més que vivien soles. El nombre mitjà de persones vivint en cada habitatge era de 2,87 i el nombre mitjà de persones que vivien en cada família era de 3,06.
Per edats la població es repartia de la següent manera: un 25,1% tenia menys de 18 anys, un 5,3% entre 18 i 24, un 17,2% entre 25 i 44, un 39,2% de 45 a 60 i un 13,2% 65 anys o més.
L'edat mediana era de 46 anys. Per cada 100 dones de 18 o més anys hi havia 102,4 homes.
La renda mediana per habitatge era de 129.555 $ i la renda mediana per família de 137.982 $. Els homes tenien una renda mediana de 68.125 $ mentre que les dones 48.854 $. La renda per capita de la població era de 47.304 $. Cap de les famílies i el 2,8% de la població estaven per davall del llindar de pobresa.

## Poblacions més properes
El següent diagrama mostra les poblacions més properes.